# Distretto di Šostka
Il distretto di Šostka (in ucraino Шосткинський район?) è un distretto nell'oblast' di Sumy, in Ucraina. Il suo centro amministrativo è la città di Šostka. Ha una popolazione di 179 432 abitanti.
Il 18 luglio 2020, come parte della riforma amministrativa dell'Ucraina, il numero di distretti dell'oblast di Sumy è stato ridotto a cinque e l'area del distretto di Šostka è stata notevolmente ampliata.

## Suddivisioni amministrative
Il distretto comprende dieci hromada di cui quattro di tipo urbano, cinque di insediamento e una rurale:
- Bereza
- Družba
- Esman'
- Hluchiv
- Jampil'
- Šalyhyne
- Seredyna-Buda
- Snob-Novhorods'ke
- Šostka
- Svesa

Le principali città del distretto sono: Šostka, Hluchiv, Družba e Seredyna-Buda.